# Postgalerie Speyer

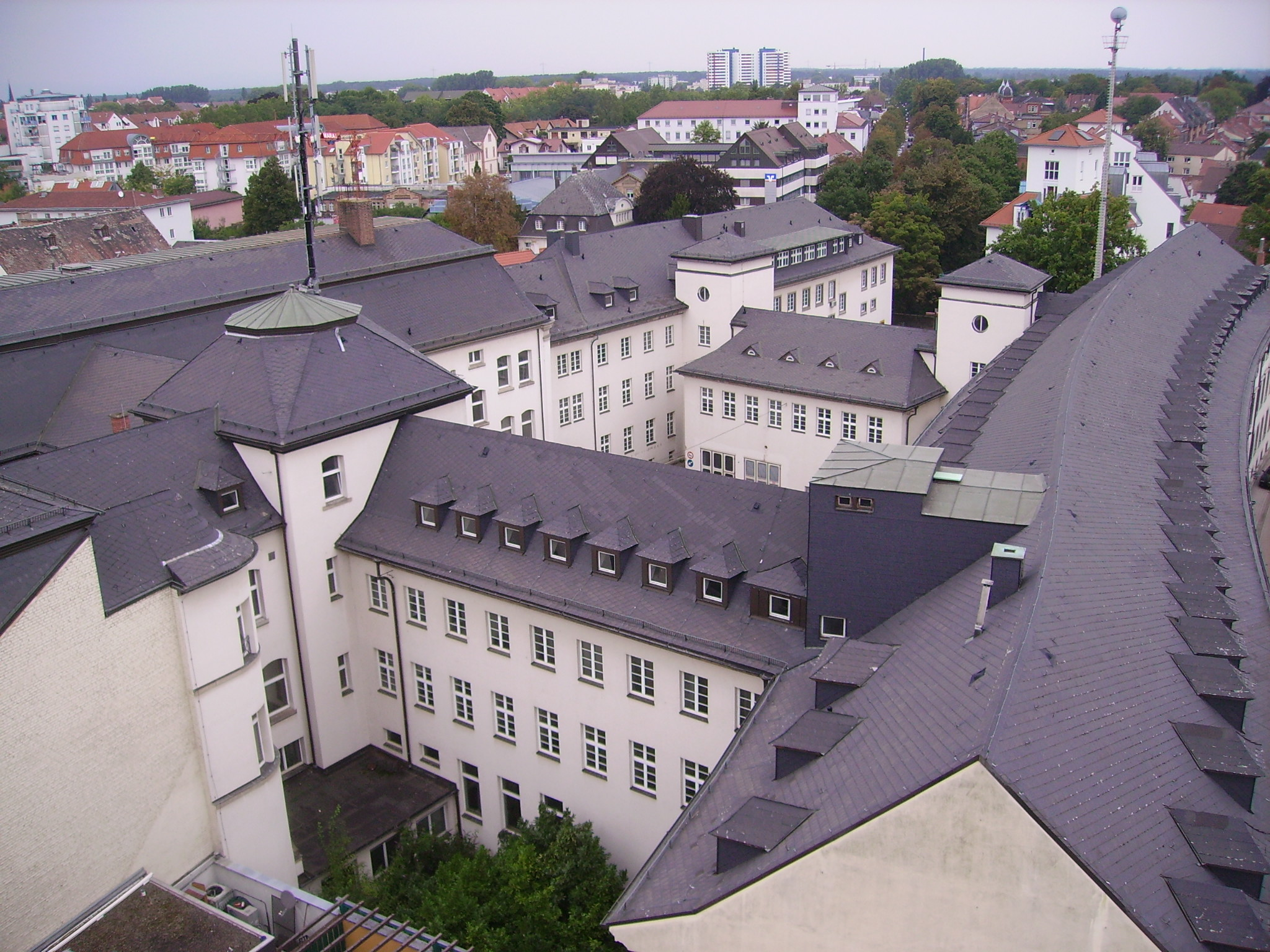
Blick auf den nördlichen Teil der Oberpostdirektion vor dem Umbau

Die Postgalerie Speyer ist ein Einkaufszentrum in Speyer, das 2012 in das denkmalgeschützte ehemalige Gebäude der Oberpostdirektion Speyer aus dem Jahr 1901, erweitert 1925, eingebaut wurde. Das Gebäude wurde bis 2002 von der Deutsche Post AG genutzt und beherbergte auch eine Fernmeldeschule. Der Schwerpunkt des heutigen Einkaufszentrums liegt bei Bekleidung und Schuhen.
Die Hauptfassade des Gebäudes, das einen ganzen Straßenblock fast vollständig einnimmt, liegt am Postplatz 1, der unmittelbar vor dem historischen Hauptstadttor der Stadt liegt, dem Altpörtel, der die Speyerer Hauptstraße, die Maximilianstraße, im Westen so abschließt wie der Speyerer Dom im Osten.
Das Bauwerk ist gemäß Liste der Kulturdenkmäler in Speyer ein schlossartiger, dreigeschossiger, neubarocker Mansarddachbau, mit Sandsteinquader-Fassade. Die Ausstattung stammt von der Steinmetzwerkstatt Grimm.

## Der Bau der Oberpostdirektion und ihr historischer Hintergrund
Von 1816 (nach dem Staatsvertrag zwischen Bayern und Österreich) bis de facto 1940, de jure 1943 war die Pfalz als achter bayerischer Kreis Teil Bayerns. Als Hauptstadt und Sitz des Regierungspräsidenten des Rheinkreises, der später Kreis Pfalz genannt wurde, war Speyer ausgewählt worden. Die bayerische Regierung stattete ihre neue Hauptstadt der Pfalz aufwändig mit repräsentativen Gebäuden aus, die noch heute das Gesicht der Stadt prägen, so z. B. fast alle Gebäude am Domplatz.
Die 1900–1901 gebaute Oberpostdirektion war mit fast 1 Million Mark Baukosten eines der wichtigsten Gebäude innerhalb dieses Bauprogramms für die Pfalz.

## Bau und Gestaltung

### Architekten und Stil
In dieser Zeit baute der bayerische Staat seine Gebäude nicht mit freien Architekten, sondern mit ihren eigenen Baubeamten. Gemäß den Akten wurde das Gebäude von Anton Geyer geplant, der als Baurat beim staatlichen Landbauamt Speyer arbeitete. Die Bauleitung hatte Bauamtmann Otto Baer. Das Landbauamt und seine Architekten strebten an, bei ihren Bauten architektonische Elemente aus der Baugeschichte aufzugreifen, was im Historismus vorherrschend war, nach 1918 aber stark abgelehnt wurde.

### Vorbilder und Bezüge
Der Speyerer Kunsthistoriker Clemens Jöckle fand Vorbilder für die Fassade der Oberpostdirektion in Würzburg. Von der dortigen Residenz, einem Werk von Balthasar Neumann, dessen Formen auf Lukas von Hildebrandt und Maximilian von Welsch fußen, übernommen seien der halbrunde, einmal abgesetzte Giebel über dem Mittelrisalit, die reichen Fensterverdachungen und die hervorkragenden waagerechten Fensterelemente. In Würzburg fände man mit diesen Formdetails die Residenzfassade zum Ehrenhof gestaltet. Nur das Mezzaningeschoss sei in Speyer weggefallen.
Ebenfalls Anleihen bei der Residenz habe Rudolf Ritter von Horstig d’Aubigny beim Bau der Neuen Universität Würzburg (1892–1896) gemacht. Das Postgebäude in Speyer weise eine gewisse Verwandtschaft mit vereinfachten Formdetails dieses Baus auf. Wie in Würzburg bei der Neuen Universität der Giebel mit einer Prometheusfigur bekrönt sei, so wurde in Speyer über dem Giebel ein Atlas mit Weltkugel angebracht. Der Atlas mit Weltkugel war von Balthasar Permoser beim Wallpavillon in Dresden verwendet worden, was große Nachfolge im 19. Jahrhundert fand.
Auch vom schlesischen Barock habe Geyer sich anregen lassen. So stelle der geschwungene Balkon eine Wiederholung des Balkons der Breslauer Universität dar, den vermutlich Christian Hackner entworfen habe. Im Unterschied zu Original ruhe der Speyerer Balkon aber auf Konsolen, während das Original auf Säulen vor der Fassade sitzt.
Die Fassade zur Bahnhofstraße werde durch eigenwillige Risalite akzentuiert, deren Aufsätze über das abgewalmte Dach hinausragen. Eine Ziervase, wie sie in Speyer auf dem Scheitel des Segmentbogens sitze, kenne die barocke Architektur nicht. Sie kämen aber auf Schloss Linderhof vor, das Georg Dollmann 1874–1878 für König Ludwig II. erbaute.
Jöckle bezeichnet den Postbau in seiner stattlichen Ausdehnung als eine Art neobarocken Ersatz für ein Barockschloss, das Speyer entgangen sei. Der Reichtum des Dekors an den Fassaden setze sich im Inneren fort. Mächtige Säulen trugen dort in der Schalterhalle ein gläsernes Dach. Durch diesen Kunstgriff eines überdachten Lichthofs seien vier Flügel entstanden, die eine kleine Residenz ausmachten, wenn auch nur für die Post.
Die Nutzung barocker Fassadenglieder sei in Bayern durch Friedrich von Thiersch aufgekommen, etwa beim älteren Bauteil des Münchner Justizpalasts, und hätten in der Pfalz ebenfalls qualitätvolle Anwendung gefunden, so auch beim Justizgebäude in Landau in der Pfalz und beim Bezirksamt und Rentamt in Ludwigshafen.

### Fehlzuschreibung des Baus zu Franz Schöberl
Entgegen den Akten nahm 1903 F. J. Hildenbrand in einer Notiz im „Pfälzischen Museum“ das Oberpostamtsgebäude in ein kurzes Werkverzeichnis von Franz Schöberl auf, was am 23. Juli 1908 die Speyerer Zeitung in einem Nachruf auf Schöberl wiederholte. Seither wurde diese Fehlzuschreibung häufig wiederholt.

### Erweiterung 1925
Die Deutsche Reichspost errichtete 1924 bei ihren Oberpostdirektionen eigene Hochbaureferate, die sich sehr um modernes, der jeweiligen Landschaft angepasstes Bauen bemühten.
1925 wurde Postbaurat Heinrich Müller als Leiter des Hochbaureferats der Oberpostdirektion Speyer berufen, wo er mit der Aufgabe betraut wurde, das Gebäude der Oberpostdirektion wesentlich zu erweitern. Sein Ziel des ortsangepassten Bauens setzte er auch dabei um. An der Kleinen Pfaffengasse fand er mit dem ehemaligen Fürstenhaus eine langgestreckte dreigeschossige Fassade in sehr einfachen Formen, die sich an die Straßenkrümmung anschmiegt.
Diesen Straßenzug setzte er nun planerisch an der Westseite der Gutenbergstraße um. Der Kunsthistoriker Clemens Jöckle lobt die Maßstäblichkeit des ausgedehnten Baukörpers an dem neugeschaffenen Straßenzug. Dass der große Erweiterungsbau nicht als Fremdkörper empfunden werde, sei der umsichtigen Konzeption zu verdanken, Sachlichkeit mit der Assoziation eines bereits vertrauten Straßenbildes zu verbinden.
Als Material verwendete der Architekt hellen Putz und für die Fenster- und Türgewände grauen Muschelkalk. Seit 1904, als Alfred Messel grauen Muschelkalk für das Kopfbau des Warenhauses Wertheim an der Leipziger Straße in Berlin verwendete, wurde das Steinmaterial häufig für repräsentative städtische Bauten genutzt und wurde auch für Behördenbauten dieser Zeit typisch.

## Vorgeschichte der Post in Speyer
Im Jahr 1490 richtete der deutsche König Maximilian I. die erste regelmäßig betriebene Postroute Europas zwischen Innsbruck und Brüssel ein, die mittels der Rheinhäuser Fähre bei Speyer den Rhein überquerte. Mit der Ausführung dieses Postdienstes beauftragte er die italienische Kurierfamilie Taxis. Nachweisbar seit 1495 bestand in Rheinhausen am Niederrhein eine Poststation, die bis 1499 dem Fährmann und Posthalter Bentz Glesser unterstand.

## Umbau zum Einkaufszentrum
Die GWB Immobilien AG wollte das Gebäude nach jahrelangem Leerstand zum Einkaufszentrum umbauen. Dieses Unternehmen, das am 3. Juli 2012 Insolvenz anmeldete und am 1. Oktober 2012 in die Insolvenz ging, schätzte den angestrebten Verkehrswert des Gebäudes nach Ausbau auf 54,5 Mio. Euro, die angestrebte Nettomiete auf 3,5 Mio. Euro pro Jahr. Dabei strebte sie bei ca. 28.000 m² Bruttogeschossfläche eine Mietfläche von 15.472 m² an.
Das von GWB beauftragte Architekturbüro BFK Architekten in Stuttgart-Möhringen gab eine Brutto-Grundfläche von 28.103 m² (Alt- und Neubau) an, einen Brutto-Rauminhalt von 111.501 m³ (Alt- und Neubau) mit Platz für bis zu 40 Ladenlokale, Cafés, Bistros, Restaurants, Dienstleistungsbereiche und Nebenflächen mit insgesamt 23.000 m² Fläche im Alt- und Neubau. Als Bausumme wurden 20 Mio. Euro angegeben.
Am 22. März 2011 nannte die GWB Immobilien AG ein Investitionsvolumen in Höhe von 44,3 Mio. Euro für das Projekt und Eigenkapital, einen Joint-Venture-Vertrag mit der Caposition S.à r.l und einen Kredit der HSH-Nordbank AG als Grundlage für den Start des Projekts.
Den Ausbau des Gebäudes übernahm ab April 2012 letztlich die Captiva Capital Management für den Investor Caposition. Hinter dem luxemburgischen Unternehmen stehen die Immobilieninvestoren Composition Capital Partners und Captiva Capital Management. Insgesamt wurden 23.000 m² Nutzfläche geschaffen, davon neben der Verkaufsfläche etwa 3.200 m² Büro- und Dienstleistungsfläche. Als Investitionssumme gab Caposition 50 Mio. Euro an.
Als Architekten und Fachingenieure wurde die SSP AG mit Hauptsitz in Bochum beauftragt. Mit der Statik beauftragt wurden die Kempen Krause Ingenieure in Köln. Ausgeführt wurde der Bau von der Arbeitsgemeinschaft Postgalerie nesseler grünzig bau gmbh / Bürkle GmbH. Projektleiter war Norbert Klein, der mit den Bauleitern Daniel Simons, Oliver Kurz, dem Mieterkoordinator Ulrich Huzel und den Polieren Johann Gier und Volker Offtermatt das komplexe Baugeschehen koordinierte. Das Gebäude wurde entkernt. Die Gründung der Neubauteile geschah mit Bohrpfählen, die bis zu 23 Meter in das Erdreich einbinden. Im Keller der erhaltenen Bestandsbauteile mit ihren teilweise sehr niedrigen und engen Räumen wurde als Gründung rund 350 Mikropfähle in einem Spezialverfahren eingebaut. Das alte Gebäudeensemble wurde ergänzt um einen Neubau im früheren Innenhof des Postgebäudes. Dieser verbindet die einzelnen Ebenen der bestehenden Bauteile zu durchgehenden Geschäftsflächen und bietet Platz für eine Mall als Erschließungsachse und Flaniermeile. Bis zum Richtfest am 5. Juni 2012 wurden ca. 1.100 Tonnen Betonstahl, mehr als 7.000 m³ Beton und 120 Tonnen Konstruktionsstahl verbaut.
Zum Start des Projekts waren 40 Ladenlokale vermietet, die sich zu einer Werbegemeinschaft zusammenschlossen. Eröffnet wurde die Postgalerie am 28. November 2012.